# 徳島県道11号鳴門公園線
徳島県道11号鳴門公園線（とくしまけんどう11ごう なるとこうえんせん）は、徳島県鳴門市を通る県道（主要地方道）である。

## 概要
徳島県鳴門市鳴門町土佐泊浦から撫養町に至る。
徳島県屈指の観光地・鳴門公園を結ぶ観光道路である。大部分の区間が大毛島を通る。小鳴門橋を経路に含む。新道は、起点から鳴門町三ツ石までは未開通となっておりトンネルを掘る計画がある。小鳴門大橋を経路に含む。

### 路線データ
- 陸上距離：9.195 km（平成29年徳島県道路現況調書、他に旧道660m）
- 起点：徳島県鳴門市鳴門町土佐泊浦（大毛島・鳴門公園）
- 終点：徳島県鳴門市撫養町大桑島字辷岩浜（四国・小鳴門橋南詰交差点＝徳島県道42号瀬戸撫養線交点）

新道
- 陸上距離：3.343 km（開通区間のみ[平成29年徳島県道路現況調書]）
- 起点：徳島県鳴門市鳴門町土佐泊浦（大毛島・鳴門公園）【北緯34度12分20.2秒 東経134度36分44.6秒 / 北緯34.205611度 東経134.612389度】
- 終点：徳島県鳴門市撫養町木津字奥中山（四国・国道11号）【北緯34度11分26.3秒 東経134度34分41.6秒 / 北緯34.190639度 東経134.578222度】

## 歴史
- 1923年4月1日 - 前身となる徳島県道撫養鳴門線が認定。[要出典]
- 1954年11月12日 - 徳島県道（主要地方道）鳴門公園線として認定。（撫養鳴門線を改称）[要出典]
- 1961年7月30日 - 小鳴門橋開通。
- 1972年3月10日 - 現在の徳島県道11号鳴門公園線となる。[要出典]
- 1993年（平成5年）5月11日 - 建設省から、県道鳴門公園線が鳴門公園線として主要地方道に指定される[1]。

新道
- 1998年2月2日 - 小鳴門大橋開通。

## 地理

### 通過する自治体
- 鳴門市

### 交差する道路
- 徳島県道183号亀浦港櫛木線 鳴門スカイライン（鳴門市鳴門町土佐泊浦）
- 神戸淡路鳴門自動車道 鳴門北インターチェンジ（鳴門市鳴門町土佐泊浦）
- 徳島県道42号瀬戸撫養線（旧国道11号）

新道
- 徳島県道42号瀬戸撫養線
- 国道11号（吉野川バイパス）

### 沿道の施設
- 大鳴門橋
- 渦の道
- 大塚国際美術館
- 鳴門競艇場
- 高速鳴門バスストップ

新道
- 鳴門教育大学
- 鳴門ウチノ海総合公園

## ギャラリー

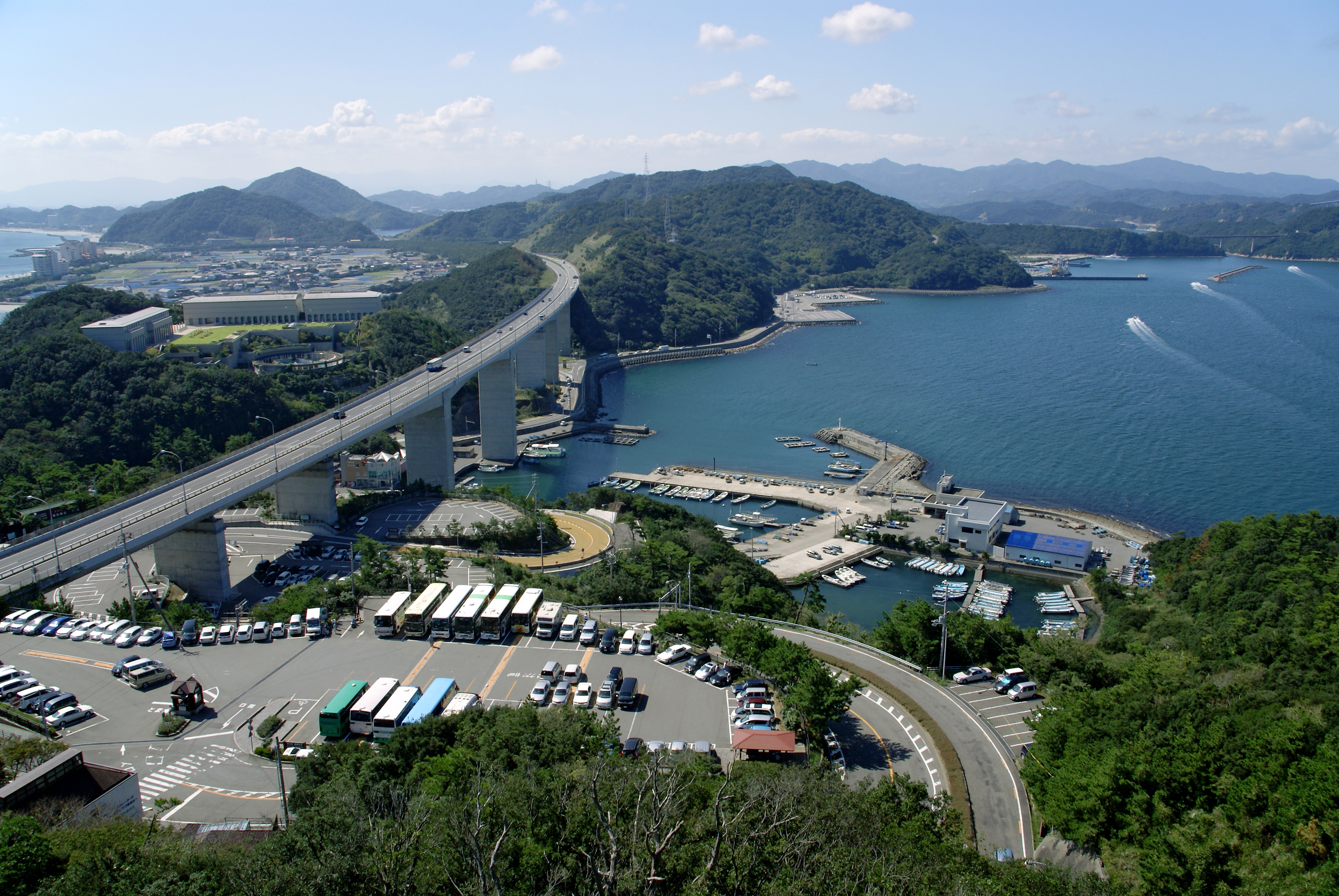
起点・鳴門公園一帯
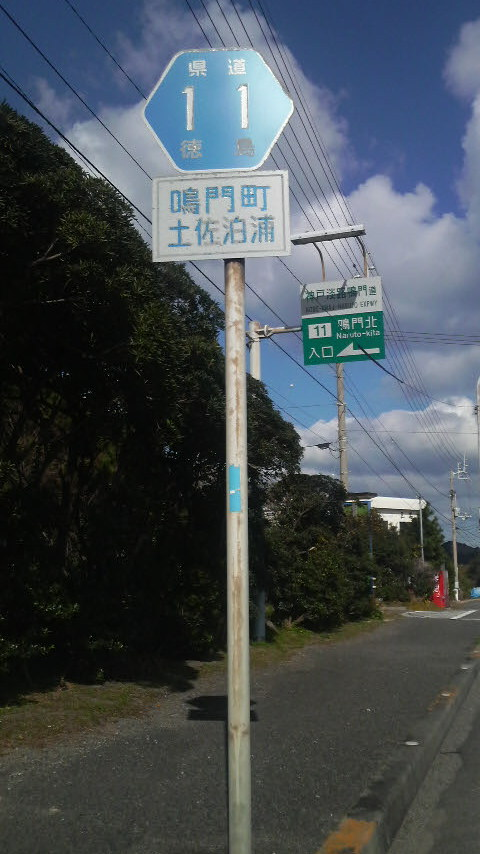
県道標識（鳴門市鳴門町土佐泊浦）
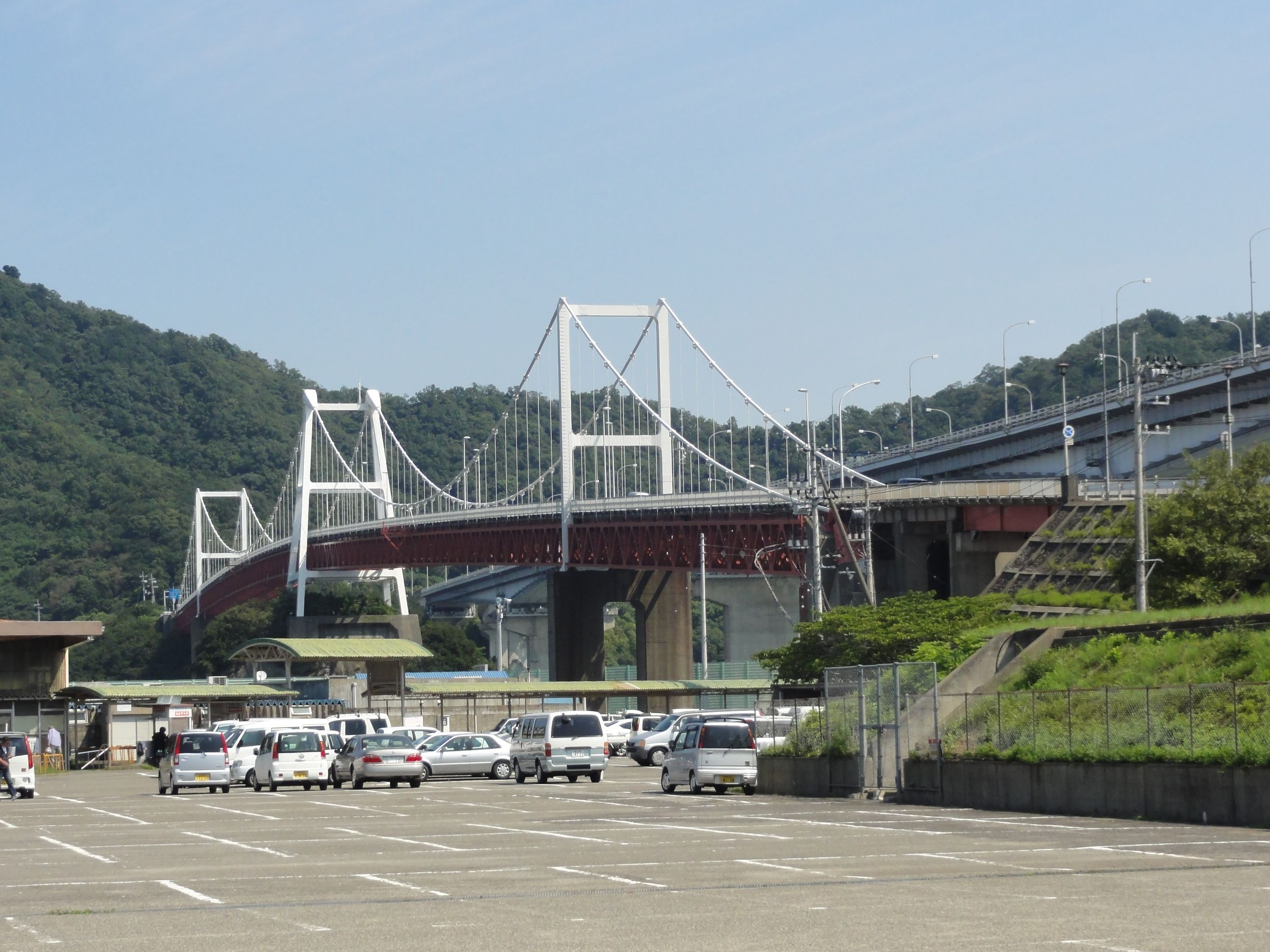
小鳴門橋